# Upi del Sud
South Upi è una municipalità di quarta classe delle Filippine, situata nella Provincia di Maguindanao, nella Regione Autonoma nel Mindanao Musulmano.
South Upi è formata da 11 baranggay:
- Biarong
- Bongo
- Itaw
- Kigan
- Kuya
- Lamud
- Looy
- Pandan
- Pilar
- Romangaob (Pob.)
- San Jose